# Allende patagiatus
Allende patagiatus är en spindelart som först beskrevs av Simon 1901.  Allende patagiatus ingår i släktet Allende och familjen käkspindlar. Inga underarter finns listade i Catalogue of Life.